# Botnhø
Die Botnhø (norwegisch für Talkesselhöhe) ist ein 1605 m hoher Berg im ostantarktischen Königin-Maud-Land. Im Gebirge Sør Rondane ragt er im nördlichen Teil der Berrheia in der Balchenfjella auf.
Wissenschaftler des Norwegischen Polarinstituts benannten ihn 1990.